# 牧野克彦
牧野 克彦（まきの かつひこ、1976年9月28日 - ）は、静岡放送 (SBS) のアナウンサー。

## 略歴
京都府宇治市出身。同志社高等学校を経て同志社大学商学部卒業後、1999年に瀬戸内海放送（KSB）に入社。入社半年でKSBステーションEYEのキャスターとなる。「飛び出せ！まっきー」という体当たり体験コーナーで人気に。高校野球香川・岡山大会の実況などを務める。
2003年、静岡放送（SBS）へ契約アナウンサーとして移籍。同期の契約アナウンサーとしては、他に原田亜弥子と中澤志月がいる（中澤は既に退社、原田は総務局付→静岡放送が運営するカルチャーセンター「SBS学苑」へ異動。）。当初は2年間の契約とのことであったが、2023年現在もSBSに在籍している。
ニックネームはかつて「カッチャマン」であり、現在は「マッキー」となっている。
SBSラジオで音楽番組を担当。環境系の番組を担当することも多く自然観察指導員の資格を持っている。スキーが得意で SAJ1級を持っている。スキー、スノーボードの番組パーソナリティであった。
2008年、SMAPの中居正広が映画『私は貝になりたい』のプロモーションで全国の放送局を回った際に最も「日本で一番絡みづらいアナウンサー」として牧野の名前を出したことで全国的に有名になった。
音楽番組『うたばん』（TBS）内で中居とのやりとりも放送された。
FUNKY MONKEY BABYSと親交がありアナらじのゲストにファンキー加藤の母が登場した。
Jリーグ2012シーズン開幕前のジュビロ磐田ファン感か謝デーでイブニングeyeで使われているスタジオで山本康裕、山崎亮平がニュースキャスターを体験したVTRが流れたが、2人に話し方を教える講師役を務めた。
2022年7月よりSBSの情報番組 しずおか びっくりTV（びってれ）の司会を番組開始当初から務めていた。その他、サッカー（スカパー!Jリーグ中継、SBSラジオ）、駅伝、ボウリングなどスポーツ実況も担当している。
実家は電器店（パナソニックショップ「てくのハウスMAKINO宇治本店」）。実弟が松下幸之助商学院を卒業し家業を継いでいる。
フリーアナウンサーの石井亮次（元CBCテレビ）とは同志社大学在学時代からの友人にあたり、石井の実家（大阪府東大阪市でガソリンスタンドを経営）にも行った経験がある。2018年4月2日から静岡放送でも新潟放送（BSN）とともに石井が司会を務めているゴゴスマ -GO GO!Smile!-の同時ネットを正式に開始しているため、ネットを開始した年の放送日では牧野が放送対象地域である静岡県内から中継で登場し、スタジオの石井との共演が実現されている。
2019年9月30日からSBSラジオ朝の情報番組IPPO（6時半-10時）月曜 - 水曜パーソナリティを務めている。
春の改編により、2020年3月30日からは番組名が『牧野克彦のIPPO』（7:00〜9:00）に変わり、月曜 - 木曜パーソナリティを務めている。
2023年末現在、編成業務局プロダクトマネジメント部長兼アナウンス部兼事業変革推進室ＣＲＭ推進部。
2024年4月1日付で組織改変により編成業務局コンテンツマネジメント部長兼アナウンス部。

## 現在の担当番組

### テレビ番組
- 静岡新聞ニュース

### ラジオ番組
- 静岡新聞ニュース
- Saturday View→N内コーナー、「Saturday View→N」（10:34頃）[3]

## 過去の担当番組
- とく報!4時ら
- 山田辰美の土曜はごきげん
- 旅のカリスマ原勝政の人生ゲーム
- SNOW JAM
- アナらじ
- Music Talk Shop
- Music Explorer
- 静岡発そこ知り
- 全国実業団女子駅伝（TBS系列）
- 静岡市町村対抗駅伝
- 静岡県ボウリング選手権
- イブアイしずおか 月曜 - 木曜担当 メインキャスター
- Soleいいね! 木曜担当
- しずおか びっくりテレビ（MC）
- IPPO（メインパーソナリティー）
- SBSビッグナイター（Jリーグ中継、野球中継）

### KSB時代の担当番組
- KSBステーションEYEキャスター
- KSBスーパーJチャンネルキャスター
- 高校野球
  - 岡山 香川大会決勝実況
  - 甲子園 応援実況